# Alfons Juyol i Bach
Alfons Juyol i Bach (Barcelona, 10 de maig de 1862- 29 de setembre de 1917) fou un escultor modernista especialitzat en la decoració d'elements arquitectònics. La seva versatilitat li va permetre adaptar-se als encàrrecs medievalistes de Puig i Cadafalch, als eclèctics d'Enric Sagnier o als florals de Domènech i Muntaner.
Fill de Magí Juyol i Genovés d'ofici revenedor natural de Barcelona i de Maria Bachs i València natural de Sant Andreu. Havia estudiat a l'Escola de la Llotja on va guanyar un premi de dibuix i sempre es va mantenir informat de les tendències gràcies a les revistes alemanyes especialitzades que es publicaven.
Fins al 1900 es dedicà a afaiçonar escultures funeràries tant d'estil modernista com eclèctic, principalment als panteons del cementiri de Montjuïc. D'aquesta època destaquen el panteó de la família Simó dissenyat per Domènech i Estapà i el de la família Riva d'Antoni Maria Gallissà, on va coincidir per primer cop amb Eusebi Arnau. També va col·laborar als panteons de la família Sadó de l'arquitecte Camil Oliveras (1889), de la família Albareda obra d'Antoni Rovira i Trias que també té escultures de Josep Campeny i Manuel Fuxà (1889), el de Josep Olano i Iriondo obra de Claudi Duran i Ventosa amb escultures d'Arnau (1896) i el de la família Nieto obra de Leandre Serrallach (1900).

El 23 de maig de 1900, va crear la societat "Juyol hermanos" juntament amb el seu germà Josep Juyol, dedicada a la pedra treballada i l'escultura. El novembre del mateix any hi consten els "hermanos Juyol, marmolistas" treballant a la reforma de la farmàcia Boatella de Barcelona, que encara existeix. La societat es va dissoldre el 1901 i va passar a ser només el taller "Alfons Juyol".
El taller estava situat a Barcelona al carrer Muntaner núm. 51 posteriorment traslladat al carrer Consell de Cent amb Casanovas cap al 1914 i finalment a Villaroel núm. 145, a partir de 1918.
La seva primera gran obra fou per a Puig i Cadafalch a la casa Amatller, on elaborà el conjunt escultòric, llevat de les peces de figures més destacades que són d'Eusebi Arnau. Aquesta complementarietat amb Arnau en què aquest feia les peces exemptes i Juyol el conjunt de l'escultura decorativa es tornaria a repetir a la Fonda Espanya on els germans Juyol varen fer la xemeneia d'alabastre, a la casa Lleó Morera en la que s'encarregarien de l'escultura decorativa de la façana i algun capitell interior o al Temple del Sagrat Cor del Tibidabo on són obra seva les estàtues de Sant Jordi, Sant Jaume i la Mare de Déu de la Mercè a la façana de la cripta (cap a 1908).
També va treballar per a Simó Cordomí a l'edifici de l'Ajuntament de Granollers i amb Sagnier a l'edifici de l'aduana. Una altra obra molt destacada és la casa Navàs de Domènech i Montaner, a Reus, on tota l'escultura és seva. Altres col·laboracions amb Domènech són la realització de la bústia de la casa de l'Ardiaca dissenyada per l'arquitecte, i el Grand Hotel de Palma.
Però la major part de la seva obra la va fer amb Puig i Cadafalch amb qui col·laborà en la casa Garí d'Argentona, al Palau del Baró de Quadras, la casa Trinxet i en el monument a Víctor Balaguer i a la casa Serra.
Casat amb Carme Casallachs i Ballart l'any 1888 va tenir tres fills l' Agnès, l'Alfons i la Carme. La nissaga escultòrica va ser continuada pel seu fill Alfons Juyol i Casallachs i el seu net Alfons Juyol i Arenas. L'empresa va treballar més de 20 anys en la construcció de la Sagrada Família amb peces com ara columnes, balconades, bancs i capitells. Encara continua en actiu en la seva 4a generació.
- Finestres canopials a la casa Garí (Argentona)
- Tribuna a la casa Amatller
- Bústia de la casa de l'Ardiaca dissenyada per Domènech i Montaner
- Tribuna principal del Palau del Baró de Quadras
- Interior de la casa Navàs